# LAMS (software libre)

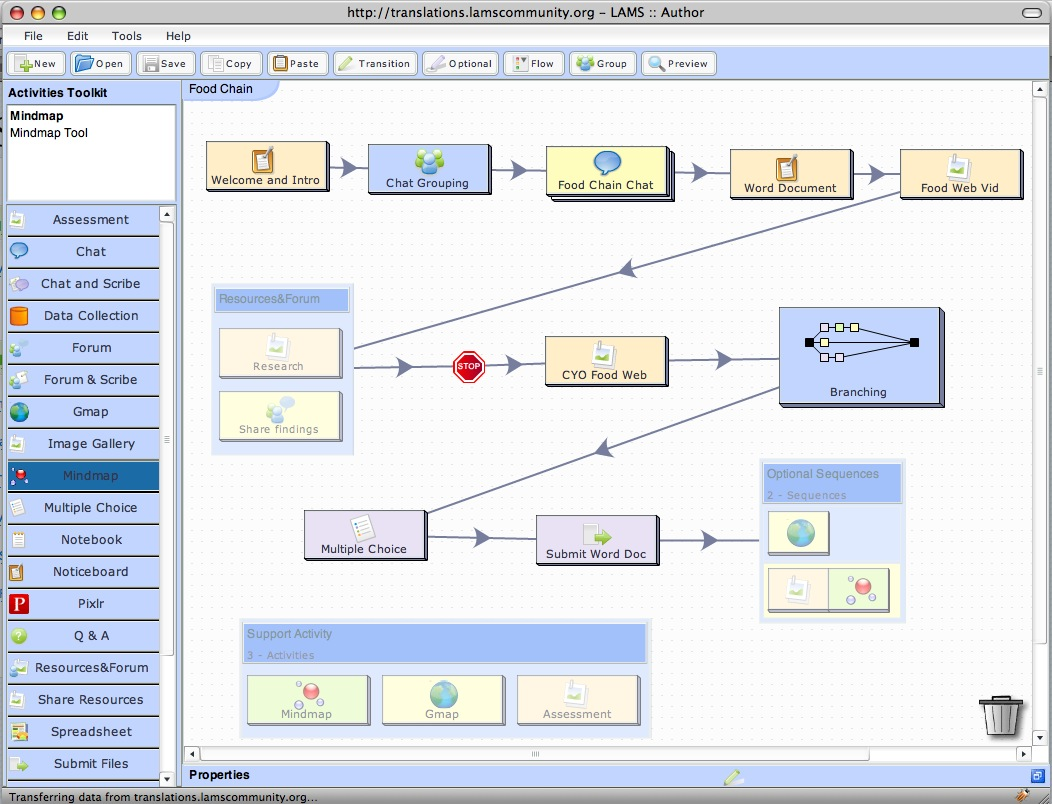

LAMS, significa Sistema de Administración de Actividad de Aprendizaje, es un sistema de Diseño de Aprendizaje de código abierto para el diseño, gestión y ejecución de las actividades colaborativas de aprendizaje en línea. Ofrece a los profesores un entorno de edición visual intuitiva para la creación de secuencias de actividades de aprendizaje. Estas actividades pueden incluir una serie de tareas individuales, pequeños grupos de trabajo y actividades de toda clase basadas en el contenido y la colaboración. LAMS Es 'inspirado' por el concepto y principios de IMS Diseño de Aprendizaje.
LAMS se desarrolla en colaboración con la Fundación LAMS , LAMS Internacional , y el Centro Macquarie E -learning de excelencia ( MELCOE ), todo basado en Sídney, Australia, en asociación con la universidad Macquarie. LAMS Ha sido desarrollado desde el 2003.

## Comunidad
La página web de la comunidad LAMS es una página global para profesores y desarrolladores que utilizan el software de LAMS. 
A partir de septiembre de 2012, la Comunidad LAMS tenía más de 7950 miembros en 80 países compartiendo 1094 secuencias ( descargado 17457, visto 23493 veces) y 7583 mensajes en los foros de discusión.
LAMS crea programaciones de aula que se pueden ejecutar en línea con los estudiantes, así como compartir entre los maestros. 
La Comunidad LAMS permite a los maestros compartir y adaptar los planes de lecciones digitales, y discutir sus experiencias en el uso de LAMS. Profesores, formadores y maestros pueden encontrar planes de lecciones digitales que están libremente disponibles para utilizar y adaptar, y ellos pueden compartir sus propias adaptaciones. Hay una comunidad LAMS griega.

### LAMS Central
La Comunidad LAMS tiene un depósito central de diseños de aprendizaje ( LAMS Repositorio Central ). Estos son secuencias de LAMS compartidas por los profesores y los profesionales que utilizan LAMS en su enseñanza. 
Los temas de estos diseños varían ampliamente, de Educación Superior en áreas de Ciencia a K -12 básico.

## Premios y reconocimientos
LAMS en conjunto con la Comunidad LAMS asociada ganó un Premio de Oro y Mejor Sistema de Aprendizaje en los premios Learning Impact el IMS Global Learning Consortium ( LIA ) en mayo de 2009.

## Versiones disponibles
A partir de abril de 2012, la versión estable actual de LAMS es de 2.4. La versión 2.4 es una versión principal que introduce característica significativa y mejoras técnicas.

## LAMS Integraciones
LAMS Puede integrarse con otro LMS o entornos de aprendizaje virtual como:
- Moodle Versión 1.x Y 2.x
- Sakai
- Blckboard
- .LRN
- WebCT
- SharePoint
- OLAT

Módulos de integración para Desire2Learn están en desarrollo.

## LAMS Contrato de herramienta
El Contrato herramienta LAMS es una arquitectura para permitir la interoperabilidad a través de herramientas de Sistemas de Gestión de Aprendizaje ( LMS ). Permite herramientas ( aplicaciones web ) para convertirse en      " enchufable " en cualquier LMS. El Contrato herramienta LAMS es la arquitectura subyacente de LAMS y actualmente herramientas de otras plataformas como Moodle y dotLRN se pueden utilizar dentro de LAMS.

## Conferencias
```
Estas conferencias internacionales son conferencias académicas donde los trabajos presentados son revisados por los miembros del comité de la conferencia . Los temas principales de estas jornadas son LAMS y el diseño del aprendizaje y se encuentran principalmente en Inglés ( aunque ha habido una en español ). La primera Conferencia LAMS estaba en Sídney, Australia, en diciembre de 2006.
[
11
]
```

Por lo general, hay dos conferencias al año, uno en Australia y uno en Europa o Asia.
- La 1.ª Conferencia Internacional de LAMS. Sídney, Australia, diciembre de 2006.[12]
- 2007 Conferencia Europea de LAMS. Reino Unido, julio de 2007[13]
- La 2.ª Conferencia Internacional de LAMS. Sídney, Australia, noviembre de 2007.[14]
- Conferencia Iberoamericana LAMS 2008/2008 Conferencia Europea de LAMS . España , junio de 2008[15]
- La Conferencia Internacional de Diseño de Aprendizaje tercera y LAMS . Sídney , Australia , diciembre de 2008[16]
- 2009 LAMS Europea y Conferencia diseño del aprendizaje . Reino Unido , julio de 2009[17]
- La 4.ª Conferencia Internacional de Diseño de Aprendizaje LAMS y . Sídney , diciembre de 2009[18]
- 2010 LAMS Europea y Conferencia diseño del aprendizaje. Universidad de Oxford , Reino Unido, julio de 2010[19]
- La 5.ª Conferencia Internacional de Diseño de Aprendizaje LAMS y . Sídney , diciembre de 2010[20]
- 2011 Asia y el Pacífico LAMS y diseño de aprendizaje . Singapur, junio de 2011[21]
- La Conferencia Learning Design 6 de LAMS Internacional y , Sídney , December 2011[22]
- La 7.ª Conferencia Internacional de Diseño de Aprendizaje LAMS y, Sídney, diciembre de 2012[23]